# Vidra (okręg Arad)
Vidra – wieś w Rumunii, w okręgu Arad, w gminie Vârfurile. W 2011 roku liczyła 234 mieszkańców. 